# Autobus de Debrecen
Le réseau d’autobus de Debrecen (en hongrois : Debrecen autóbuszvonal-hálózata) couvre la ville de Debrecen.
Il est exploité par les sociétés Debreceni Közlekedési Zrt. et Hajdú Volán.